# ژخلین
ژخلین (به لاتین: Żychlin، تلفظ: [ˈʐɨxlin]) یک شهرک در لهستان است که در شهرستان کوتنو واقع شده‌است.

## خصوصیات
ژخلین ۸٫۶۹ کیلومترمربع مساحت و ۸٬۸۸۰ نفر جمعیت دارد.